# Steel Prophet
Steel Prophet – amerykański zespół power-metalowy założony w latach 80. XX wieku, którego liderem jest Steve Kachinsky.

## Dyskografia
- Inner Ascendance (1990)
- The Goddess Principle (1995)
- Continuum EP (1996)
- Into the Void (Hallucinogenic Conception) (1997)
- Dark Hallucinations (1999)
- Messiah (2000)
- Book of the Dead (2001)
- Unseen (2002)
- Beware (2004)
- Genesis (2006)